# Krystyna Paprota-Żylińska
Krystyna Paprota-Żylińska, właśc. Joanna Krystyna Paprota-Żylińska (ur. 24 czerwca 1929 w Łodzi, zm. 27 sierpnia 2012 w Łodzi) – polska siatkarka i koszykarka, medalistka mistrzostw Europy w siatkówce.

## Kariera sportowa
Była zawodniczką ŁKS-u Łódź. W reprezentacji Polski w siatkówce debiutowała 11 września 1949 w meczu mistrzostw Europy z ZSRR. W turnieju tym zdobyła z drużyną srebrny medal. Ostatni raz wystąpiła w reprezentacji Polski 4 lipca 1950 w towarzyskim spotkaniu z Rumunią. Łącznie w drużynie narodowej wystąpiła 8 razy.
W 1951 i w latach 1954–1955 wystąpiła również w reprezentacji Polski koszykarek (18 spotkań). W barwach ŁKS sięgnęła po wicemistrzostwo Polski w koszykówce w 1966, brązowy medal mistrzostw Polski w 1964 i dwukrotnie Puchar Polski - w 1953 i 1956.
Była żoną Józefa Żylińskiego.